# Paris-Soir
Paris-Soir war eine französische Tageszeitung für die Region von Paris, die von Eugène Merle begründet wurde.

## Geschichte
Ihre erste Ausgabe wurde am 4. Oktober 1923 veröffentlicht. Sie erschien in den Jahren 1923 bis 1944 und erreichte eine Auflage von bis zu 2,5 Millionen Stück. Vom 22. Dezember 1935 bis zum 16. September 1939 erschien auch eine Sonntagsausgabe namens Paris-soir dimanche. Nach dem 11. Juni 1940 publizierte ihr Herausgeber, Jean Prouvost, sie weiterhin im Vichy-Frankreich: In Clermont-Ferrand, Lyon, Marseille und Vichy während der Besetzung von Paris (Juni 1940 – August 1944) unter deutscher Kontrolle vom 22. Juni 1940 bis zum 17. August 1944.
1937 hatte die Zeitung bereits eine Auflage von 1,8 Millionen Exemplaren und unmittelbar vor der Besetzung von Paris erreichte die Paris-Soir eine Gesamtauflage von 2,5 Millionen Exemplaren und war somit die auflagenstärkste Tageszeitung Europas. Zu ihren Herausgebern gehörte auch Pierre-Antoine Cousteau, der Bruder des Meeresforschers Jacques-Yves Cousteau.

## Charakteristik
1931 hatte sie in der französischen Zeitungsszene für eine Revolution gesorgt, als auf ihrer Titelseite insgesamt neun Fotografien platziert waren. Provoust hatte eine besondere Begabung die besten Journalisten für seine Arbeit heranzuziehen und die Paris-Soir hatte bald einen guten Ruf als Journalistenschule. 1955 zählte man allein 38 Herausgeber und Chefredakteure in Frankreich, die allesamt durch die Schule der Paris-Soir gegangen waren. Albert Camus, der bekannte Autor und spätere Literaturnobelpreisträger, begann seine journalistische Karriere bei dieser Tageszeitung. Georges Simenon, der Urheber der Maigret-Reihe, arbeitete hier als Kriminalreporter. Die hochangesehensten und populärsten Schriftsteller der 1930er Jahre Frankreichs veröffentlichten im Paris-Soir: u. a. Francis Carco, Blaise Cendrars, Colette, Jean Cocteau, Pierre Mac Orlan, André Maurais und François Mauriac. Aber auch der österreichische Journalist Anton Zischka arbeitete für Paris Soir. Bekannte Journalisten der Tageszeitung waren Titaÿna, Emmanuel Bove, Georges Cravenne, Raoul de Roussy de Sales und Indro Montanelli; die Komponisten Georges Auric und Pierre Octave Ferroud arbeiteten dort als Musikkritiker, während André Zucca sich einen ambivalenten Namen als Pressefotograf machte. In jener Phase war Pierre Lazareff für den Erfolg der Zeitung zuständig.
Die Zeitgenossen beschuldigten damals Lazareff unterschwellig für die Amerikanisierung der Zeitung verantwortlich zu sein, indem man auf großaufgemachte schockierende Schlagzeilen setzte.
Eine andere Stärke der Zeitung war ihre Unabhängigkeit von ausländischen Investoren und dem politischen Druck auswärtiger Botschaften, was sie gleichermaßen gefährlich für deren Außenpolitik machte.
Außerdem setzte kaum eine andere französische Tageszeitung der 30er Jahre so sehr auf die Sportberichterstattung insbesondere der prestigeträchtigen Tour de France, indem man alleine 40 Mitarbeiter darauf ansetzte, um die Auflagen von L’Auto einzuholen und schließlich gar zu übertreffen. 1934 erreichte der technische Aufwand ein neues Ausmaß: zwei Flugzeuge, fünf Autos, fünf Motorräder und einen Belinographwagen stellte man für die Tour de France ab.